# Церковь Параскевы Пятницы (Зарубинцы)
Церковь Параскевы Пятницы (укр. Церква Параскеви П'ятниці) — церковь в селе Зарубинцы Черкасской области Украины.

## История
По данным визитации 1784 года, строительство церкви началось около 1742. Основательницей была княгиня Урсула Франциска Радзивилл, жена князя Михаила-Казимира Радзивилла, гетмана великого литовского, последняя представительница рода князей Вишневецких. В начале своего существования приход вместе с клиром в соответствии с обстоятельствами часто переходил из православия в унию и обратно, пока в 1795 году после третьего раздела Польши Пятницкая церковь окончательно не утвердилась как православная святыня.
По свидетельствам жителей населённого пункта, церковь была закрыта коммунистическими властями в 1936 году, а в ней устроена колхозная кладовая. В начале 1970-х годов фотография изуродованной святыни попала к работникам Музея народной архитектуры и быта. Благодаря настоянию ученых, в частности знатока народной церковной архитектуры П. Юрченко, в 1972 году церковь была разобрана и перевезена в Музей народной архитектуры и быта. В течение 20 лет она служила складом для музейных экспонатов. В ноябре 1993 церковь Параскевы Пятницы передана в пользование общине Украинской православной церкви Киевского патриархата. Как яркое архитектурное сооружение она играет роль композиционного центра в музейном пространстве «Среднее Приднепровье» Национального музея народной архитектуры и быта Украины.

## Архитектура
По архитектурным пропорциям и ряду других факторов является классической для Средней Надднепрянщины. Церковь трехдельная, трехъярусная с высокими гранеными срубами. Главы имеют пропорциональные ступенчатые очертания с шатровыми заломами, стянутыми в основе скруглёнными перехватами. Фонари завершаются главками тонкой грушевидной формы. Высота храма достигает 25 м.
Вход в церковь обрамлен пятиугольным косяком, украшенным многоуровневой резьбой. Высоко над входной дверью круглое окно. В интерьере иконостас 18 века; две трети его было потеряно, но при активном участии настоятеля отца Андрея Власенко в 2003-05 годах воссоздано.